# Дусухамбетов, Абу

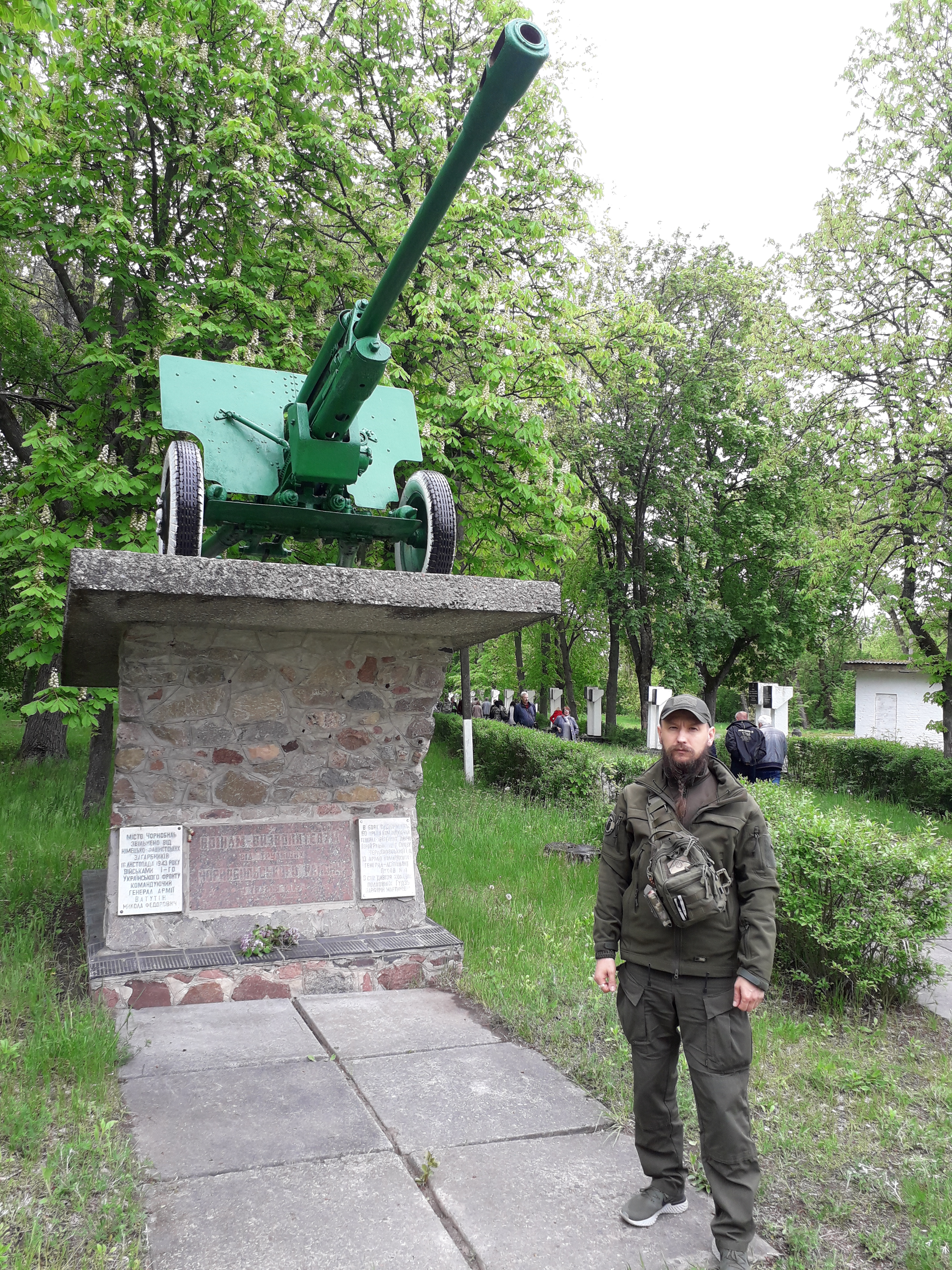
Аллея Героев в парке Славы города Чернобыля Киевской области Украины.

Абу Досмухамбетов (каз. Әбу Досмұхамбетов, по документам Аба Дусухамбетов) 15 июня 1920, Петропавловский уезд, Омская губерния — 5 октября 1943, Чернобыльский район, Киевская область) — старший лейтенант, командир 1-й стрелковой роты 229-го стрелкового полка (8-я стрелковая дивизия, 13-я армия, Центральный фронт), старший лейтенант, Герой Советского Союза.

## Биография
Родился 15 июня 1920 года в крестьянской семье в ауле Ушколь Михайловской волости Петропавловского уезда Омской губернии РСФСР, в 1979 году село Ушкуль ликвидировано, ныне территория села находится в Андреевском сельском округе Мамлютского района Северо-Казахстанской области Республики Казахстан. В свидетельстве о рождении работником сельсовета на слух записан как «Дусухамбетов Аба».
В конце 1920-х годов его родители и семья переехали в деревню Жано-Жол (ныне не существует), расположенную между деревней Чебачье Чебачинского сельсовета и селом Бутырино Бутыринского сельсовета Частоозерского района (ныне Частоозерский муниципальный округ Курганской области), вступили в колхоз «Жонжол». Из-за ранней смерти отца смог окончить только школу-семилетку. Окончив школу с отличием, пошёл работать в колхоз «Жонжол». Заведовал животноводческой фермой. Был избран секретарём комсомольской организации.
В Рабоче-крестьянской Красной Армии с осени 1939 года, призван Макушинским РВК Челябинской области (ныне Курганской области). Окончил школу сержантского состава, командовал стрелковым отделением. Через год службы был назначен заместителем командира стрелкового взвода. В 1941 году отправлен на курсы младших лейтенантов. Весной 1942 года по окончании курсов назначен командиром стрелкового взвода 229-го стрелкового полка 8-й стрелковой дивизии 13-й армии Брянского фронта. Участвовал в боях на Курской дуге. Кандидат в члены ВКП(б).
Дусухамбетов командовал 1-й стрелковой ротой 229-го стрелкового полка 8-й стрелковой дивизии 13-й армии Центрального фронта, осенью 1943 года форсировал Десну, Днепр и Припять. Рота Дусухамбетова в числе первых 22 сентября 1943 года переправилась на правый берег Днепра и захватила плацдарм у деревни Верхние Жары, прикрыв огнём переправу других подразделений полка. 
3 октября 1943 года дивизия закреплялась на достигнутых рубежах. 229-й стрелковый полк — северо-западнее высоты 113,4 и болота Озередище, западнее сёл Бенёвка (укр. Бенівка) Кошаровского сельсовета и Старые Шепеличи (укр. Старі Шепеличі)) Старошепеличского сельсовета Новошепеличского района (укр. Ново-Шепелицький район) Киевской области Украинской ССР. 4 октября противник перешёл в наступление, на участке полка взял Бенёвку и Старые Шепеличи, а южнее, на участке 322-й стрелковой дивизии немецкая 56-я пехотная дивизия взяла город Чернобыль. 229-й стрелковый полк был отведён в резерв.
5 октября 1943 года 15-й стрелковый корпус 13-й армии удерживал плацдарм на западном берегу реки Припять: (с севера) силами 8-й стрелковой дивизии на рубеже Семиходы — Янов — х. Чистогаловка (укр. Чистогалівка), и (с юга) силами 148-й стрелковой дивизии на рубеже иск. Чистогаловка — Лелёв и 229-м стрелковым полком 8-й стрелковой дивизии — Лелёв. Противник атаковал с севера, из района Довляды через Новошепеличи (свыше батальона пехоты с 15 танками 48-го танкового корпуса) и с юга, из города Чернобыля (свыше 30 танков с пехотой), стремясь отрезать советские войска от переправ. Командованием было принято решение силами батальона встретить противника на марше, заставив гитлеровцев развернуться в боевой порядок в невыгодных для них условиях, задержать врага как можно дальше от плацдарма. В ходе боя, бросившись со связкой гранат (или противотанковой миной) под гусеницы немецкого танка, погибли командир 1-го стрелкового батальона 229-го стрелкового полка Пётр Ксенофонтович Баюк и заместитель командира батальона по политической части Абу Дусухамбетов. Во второй половине дня 5 октября, после атак со стороны Чернобыль, Мал. и Бол. Корогод, противнику удалось потеснить левый фланг 15-го стрелкового корпуса и занять д. Лелёв. 6 октября 1943 года 229-й стрелковый полк занимал оборону между селом Копачи Копачевского сельсовета Чернобыльского района Киевской области Украинской ССР и рекой Припять. Город Чернобыль был освобождён 16 ноября 1943 года.
Похоронен на месте боя в Чернобыльском районе Киевской области Украинской ССР, ныне Зона отчуждения Чернобыльской АЭС Вышгородского района Киевской области Украины. Перезахоронен в 600 метрах от моста реки Припять при входе в город Чернобыль.
Указом Президиума Верховного Совета СССР от 16 октября 1943 года за успешное форсирование реки Днепр севернее Киева, прочное закрепление плацдарма на западном берегу реки Днепр и проявленные при этом отвагу и геройство старшему лейтенанту Дусухамбетову Абу присвоено звание Героя Советского Союза с вручением ордена Ленина и медали «Золотая Звезда».
В 1966 году перезахоронен на Аллее Героев в парке Славы города Чернобыля, ныне Зона отчуждения Чернобыльской АЭС Вышгородского района Киевской области Украины — 51°16′31″ с. ш. 30°14′08″ в. д.. Родственники добиваются разрешения перезахоронить его в Казахстане.

## Награды
- Герой Советского Союза, 16 октября 1943 года[7].
  - Орден Ленина
  - Медаль «Золотая Звезда»
- Орден Отечественной войны 2-й степени, 8 августа 1943 года[11].
- Орден Красной Звезды, 12 февраля 1943 года[12].

## Память
- Именем Дусухамбетова названы улицы в Чернобыле и Петропавловске.
- «Областная специализированная гимназия-интернат для одаренных детей им. Абу Досмухамбетова»  («Әбу Досмұхамбетов атындағы облыстық дарынды балаларға мамандандырылған гимназия-интернат»), имя присвоенов 1984 году, Северо-Казахстанская область, город Петропавловск, ул. Семашко, 2.
- В Петропавловске на территории областной специализированной гимназии-интерната для одаренных детей им. Абу Досмухамбетова 8 мая 2008 года открыт бюст, высота которого составляет 3 метра 60 сантиметров, изготовлен местным скульптором Бахытжаном Рамазановым — 54°54′55″ с. ш. 69°08′40″ в. д.HGЯO[13].
- Мемориальная плита на Аллее Героев в городе Мамлютка Мамлютского района Северо-Казахстанской области Республики Казахстан. Аллея открыта 9 мая 2015 года — 54°56′16″ с. ш. 68°32′17″ в. д.HGЯO
- Мемориальная доска Абу Дусухамбетову, открыта в июле 2019 года на здании МКОУ «Бутыринская основная общеобразовательная школа». Курганская область, Частоозерский муниципальный округ, село Бутырино, ул. Центральная, д. 31 — 55°30′39″ с. ш. 68°09′50″ в. д.HGЯO[14]

## Семья
Мать Башимова Кайша, два брата, племянник Башимов Сеильбек Сапарович.